# 10용사로
10용사로(10yongsa-ro)는 화성시 화산동 한신나들목에서 동탄동을 잇는 도로이다.
육탄 10용사의 이름을 따왔다.

## 주요 경유지
경기도
- 화성시 (화산동 . 병점동 . 동탄동)

## 노선
| 이름                      | 접속노선            | 소재지 | 소재지 | 비고 |
| ------------------------- | ------------------- | ------ | ------ | ---- |
| 한신 나들목 (한신 교차로) | 서부로              | 화성시 | 화산동 |      |
| 벌말 교차로               | 한신대길            | 화성시 | 병점동 |      |
| 능동지하차도              |                     | 화성시 | 병점동 |      |
| 서동탄역사거리            | 여울로 남여울2길    | 화성시 | 동탄동 |      |
| 마당뫼사거리              | 동탄공원로 북삼미로 | 화성시 | 동탄동 |      |
| 휴먼시아사거리            | 동탄문화센터로      | 화성시 | 동탄동 |      |
| 반송초교사거리            | 문시로 동탄솔빛로   | 화성시 | 동탄동 |      |
| 탄요유적삼거리            | 동탄나루로          | 화성시 | 동탄동 |      |
| 금반교                    |                     | 화성시 | 동탄동 |      |
| (이름없음)                | 동탄기흥로277번길   | 화성시 | 동탄동 |      |

## 주요 건물및 시설
- GS25 화성우남점 (10용사로 288/능동 1040)
- 현대자동차 현대자동차블루핸즈 반송점 (10용사로 416/반송동 77-1)
- BMW 삼천리모터스 동탄전시장 (10용사로 436/반송동 77-8)
- CU 동탄외식타운점 (10용사로 440/반송동 77-11)
- GS칼텍스 동탄주유소 (10용사로 446/반송동 142-2)
- 세븐일레븐 동탄하우스점 (0용사로 563/반송동 190-2)
- 투썸플레이스 동탄하우스점 (0용사로 563/반송동 190-2)
- 농협 동탄농협 (10용사로 567/반송동 190-4)
- 농협 동탄농협 하나로마트 (10용사로 571/반송동 190-7)
- 화성여객 동탄영업소 (10용사로 636/반송동 240)
- SK에너지 직영 솔빛나루주유소 (10용사로 650/반송동 241)